# J-Funktion

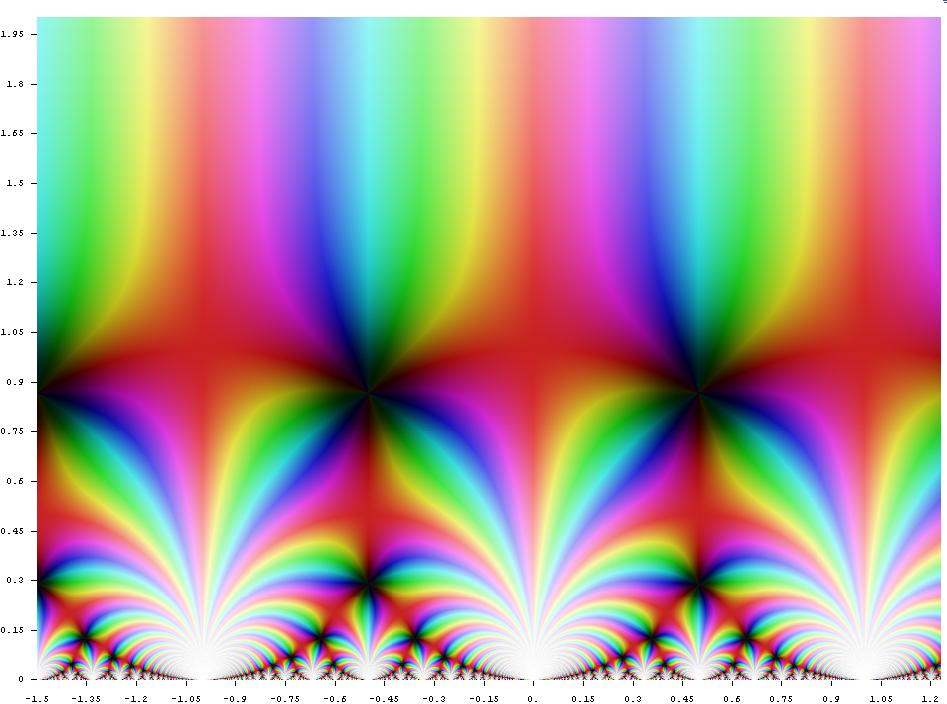
j-Funktion in der komplexen Ebene (ohne Faktor 12^3)

Die im 19. Jahrhundert durch den Mathematiker Felix Klein untersuchte j-Funktion oder absolute Invariante (j-Invariante, Klein-Invariante) spielt bis heute eine wichtige Rolle in der Theorie der   elliptischen Funktionen und Modulformen. Es gilt, dass zwei Gitter genau dann ähnlich sind, wenn ihre j-Invarianten übereinstimmen. Sie ist eine grundlegende Modulfunktion in dem Sinne, dass sich alle weiteren Modulfunktionen aus ihr durch rationale Funktionen ergeben.

## Definition
Für {\displaystyle \tau \in \mathbb {H} :=\{z\in \mathbb {C} ;\Im (z)>0\}} (obere Halbebene) ist
{\displaystyle j(\tau ):=12^{3}\cdot {\frac {g_{2}^{3}(\tau )}{\Delta (\tau )}}},
dabei ist {\displaystyle \Delta (\tau ):=g_{2}^{3}(\tau )-27g_{3}^{2}(\tau )} die Diskriminante; {\displaystyle g_{2}(\tau )=60G_{4}(\tau )} und {\displaystyle g_{3}(\tau )=140G_{6}(\tau )} sind die Eisensteinreihen zum  Gitter {\displaystyle \mathbb {Z} \tau +\mathbb {Z} }.

## Eigenschaften

Fundamentalbereich (blau) der j-Funktion

Die j-Funktion ist holomorph auf {\displaystyle \mathbb {H} } (sie hat nur einen einfachen Pol in der Spitze, also für {\displaystyle \Im (z)\to \infty }), die Bezeichnung absolute Invariante erklärt sich aus dem Transformationsverhalten unter den Substitutionen der Modulgruppe
{\displaystyle \Gamma :=SL_{2}(\mathbb {Z} )=\left\{{\begin{pmatrix}a&b\\c&d\end{pmatrix}}\mid a,b,c,d\in \mathbb {Z} ,ad-bc=1\right\}}, es gilt nämlich:
{\displaystyle j\left({\frac {a\tau +b}{c\tau +d}}\right)=j(\tau )}, d. h., {\displaystyle j} ist eine Modulfunktion.
Die j-Funktion bildet {\displaystyle \mathbb {H} } surjektiv auf {\displaystyle \mathbb {C} } ab. Für Punkte {\displaystyle z,w\in \mathbb {H} }
gilt {\displaystyle j(z)=j(w)} dann und nur dann, wenn es eine komplexe Zahl {\displaystyle a\in \mathbb {C} ^{*}} gibt, die das Gitter
{\displaystyle \mathbb {Z} +z\mathbb {Z} } auf das Gitter {\displaystyle \mathbb {Z} +w\mathbb {Z} } überführt, also genau dann, wenn die Quotienten {\displaystyle \mathbb {C} /(\mathbb {Z} +z\mathbb {Z} )} und {\displaystyle \mathbb {C} /(\mathbb {Z} +w\mathbb {Z} )} als elliptische Kurven isomorph sind. Sie parametrisiert also eindeutig die Elliptischen Funktionen. Sie liefert eine Bijektion {\displaystyle \mathbb {H} \backslash \Gamma \to \mathbb {C} }. Ihr Fundamentalbereich ist durch die Modulfigur gegeben (siehe Abbildung).
Ist {\displaystyle \tau } ein Element aus einem quadratischen Zahlkörper mit positiven Imaginärteil, so ist {\displaystyle j(\tau )} eine ganzalgebraische Zahl.
Jede Modulfunktion ist eine rationale Funktion der j-Funktion.

## Fourierentwicklung
Die j-Funktion lässt sich in eine Fourierreihe entwickeln:
{\displaystyle j(\tau )={\frac {1}{q}}+744+196884q+21493760q^{2}+864299970q^{3}+\ldots =\sum _{n=-1}^{\infty }c_{n}q^{n}}
mit {\displaystyle q=\mathrm {e} ^{2\pi \mathrm {i} \tau }.}
Alle Fourierkoeffizienten {\displaystyle c_{n}}:
{\displaystyle 1,744,196884,21493760,\dots } (Folge A000521 in OEIS)
sind natürliche Zahlen. Für ihr Wachstum gilt die asymptotische Formel
{\displaystyle c_{n}\cong {\frac {e^{4\pi {\sqrt {n}}}}{{\sqrt {2}}n^{3/4}}}},
die 1932 von Petersson und unabhängig davon 1938 von Rademacher bewiesen wurde.
Die Fourierkoeffizienten sind Linearkombinationen der Dimensionen der irreduziblen Darstellungen der Monstergruppe mit kleinen ganzzahligen Koeffizienten. Dies folgt aus einer tiefen mathematischen Beziehung, die von McKay, Conway, Norton vermutet und von Richard Borcherds bewiesen wurde („monstrous moonshine“).